# Hyposidra pallida
Hyposidra pallida là một loài bướm đêm trong họ Geometridae.